# Baden uralkodóinak listája

## Veronai őrgrófok (1074–1112)
| Név                    | Uralkodása                      | Megjegyzések                    |
| ---------------------- | ------------------------------- | ------------------------------- |
| I. Hermann (*1045 k.)  | őrgr.: 1061, †1074. április 25. | Zähringen Berthold (†1078) fia. |
| II. Hermann (*1074 k.) | őrgr.: 1074–1112, ld. alább     | I. Hermann fia.                 |

## Az első egységes Baden (1112–1288)
| Név                     | Uralkodása                         | Megjegyzések                              |
| ----------------------- | ---------------------------------- | ----------------------------------------- |
| II. Hermann (2x)        | őrgr.: 1112, †1130. október 7.     | 1112-ben felvette a Baden őrgrófja címet. |
| III. Hermann (*1105 k.) | őrgr.: 1130, †1160. január 16.     | II. Hermann fia.                          |
| IV. Hermann (*1135 k.)  | őrgr.: 1160, †1190. szeptember 13. | III. Hermann fia.                         |
| V. Hermann (*1165 k.)   | őrgr.: 1190, †1243. január 16.     | IV. Hermann fia.                          |
| VI. Hermann (*1222)     | őrgr.: 1243, †1250. október 4.     | V. Hermann fia.                           |
| I. Frigyes (*1249)      | őrgr.: 1250, †1268. október 29.    | VI. Hermann fia.                          |
| I. Rudolf (*1230 k.)    | őrgr.: 1243, †1288. november 19.   | V. Hermann fia.                           |

## Baden első felosztása (1288–1372)

### Baden-Sausenberg (1290–1503)
| Név                 | Uralkodása                             | Megjegyzések |
| ------------------- | -------------------------------------- | ------------ |
| I. Rudolf           | őrgr.: 1290, †1313                     |              |
| Henrik (*1300)      | őrgr.: 1313, †1318                     |              |
| II. Rudolf (*1301)  | őrgr.: 1313, †1352                     |              |
| Ottó (*1302)        | őrgr.: 1313, †1384                     |              |
| III. Rudolf (*1343) | őrgr.: 1352, †1428                     |              |
| Vilmos (*1406)      | őrgr.: 1428–1441, †1482. augusztus 15. |              |
| Hugó                | őrgr.: 1441, †1444                     |              |
| IV. Rudolf (*1426)  | őrgr.: 1441, †1487. április 12.        |              |
| Fülöp (*1454)       | őrgr.: 1487, †1503. szeptember 9.      |              |

### Baden-Eberstein (1291–1353)
| Név         | Uralkodása                     | Megjegyzések      |
| ----------- | ------------------------------ | ----------------- |
| II. Frigyes | őrgr.: 1291, †1333. június 22. | VII. Hermann fia. |
| IX. Hermann | őrgr.: 1333, †1353. június 22. | II. Frigyes fia.  |

### Baden-Pforzheim (1291–1361)
| Név                  | Uralkodása                        | Megjegyzések      |
| -------------------- | --------------------------------- | ----------------- |
| VIII. Hermann        | őrgr.: 1291–1300, †1338           | Hesso fia.        |
| IV. Rudolf           | őrgr.: 1291, †1348. június 25.    | VII. Hermann fia. |
| III. Frigyes (*1327) | őrgr.: 1348, †1353. szeptember 3. | IV. Rudolf fia.   |
| VI. Rudolf           | őrgr.: 1353, †1372. március 20.   | III. Frigyes fia. |
| V. Rudolf            | őrgr.: 1348, †1361. augusztus 28. | IV. Rudolf fia.   |

### Baden-Baden (1288–1335)
| Név                  | Uralkodása                        | Megjegyzések   |
| -------------------- | --------------------------------- | -------------- |
| III. Rudolf          | őrgr.: 1288, †1332. február 2.    | I. Rudolf fia. |
| VII. Hermann (*1266) | őrgr.: 1288, †1291. július 12.    | I. Rudolf fia. |
| Hesso (*1268)        | őrgr.: 1288, †1297. február 13.   | I. Rudolf fia. |
| Rudolf Hesso         | őrgr.: 1297, †1335. augusztus 17. | Hesso fia.     |

## A második egységes Baden (1372–1515)
| Név                              | Uralkodása                           | Megjegyzések          |
| -------------------------------- | ------------------------------------ | --------------------- |
| I. Bernard (*1364)               | őrgr.: 1372, †1431. április 5.       | VI. Rudolf fia.       |
| VII. Rudolf                      | őrgr.: 1372, †1391. január 14.       | VI. Rudolf fia.       |
| I. Jakab (*1407. március 15.)    | őrgr.: 1431, †1453. október 13.      | I. Bernard fia.       |
| I. György (*1433)                | őrgr.: 1453–1454, †1484. február 11. | I. Jakab fia.         |
| II. Bernard (*1428)              | őrgr.: 1453, †1458. július 15.       | I. Jakab fia szintén. |
| I. Károly (*1426)                | őrgr.: 1458, †1475. február 24.      | I. Jakab fia.         |
| I. Kristóf (*1453. november 13.) | őrgr.: 1475–1515, †1527. április 19. | I. Károly fia.        |
| II. Jakab (*1471. június 6.)     | őrgr.: 1503, †1511. április 27.      | I. Kristóf fia.       |

## Baden második felosztása (1515–1771)

### Baden-Baden (1515–1771)
| Név                                       | Uralkodása                            | Megjegyzések      |
| ----------------------------------------- | ------------------------------------- | ----------------- |
| III. Bernard (*1474. október 7.)          | őrgr.: 1515, †1536. június 29.        | I. Kristóf fia.   |
| Filibert (*1536. január 22.)              | őrgr.: 1536, †1569. október 3.        | III. Bernard fia. |
| II. Kristóf (*1537. február 26.)          | őrgr.: 1537–1556, †1575. augusztus 2. | III. Bernard fia. |
| III. Fülöp (*1567. augusztus 15.)         | őrgr.: 1575, †1620. november 6.       | II. Kristóf fia.  |
| II. Fülöp (*1559. február 19.)            | őrgr.: 1569, †1588. június 7.         | Filibert fia.     |
| Szerencsés Eduárd (*1565. szeptember 17.) | őrgr.: 1588, †1600. június 18.        | II. Kristóf fia.  |
| Vilmos (*1593. július 30.)                | őrgr.: 1600, †1677. május 22.         | Eduárd fia.       |
| Lajos Vilmos (*1655. április 8.)          | őrgr.: 1677, †1707. január 4.         | Vilmos unokája.   |
| Sybilla Auguszta (*1675. január 21.)      | őrgr.: 1707–1727, †1733. július 10.   |                   |
| Lajos György (*1702. június 7.)           | őrgr.: 1727, †1761. október 22.       | Lajos Vilmos fia. |
| Ágoston György (*1706. január 14.)        | őrgr.: 1761, †1771. október 21.       |                   |

### Baden-Durlach (1515–1771)
| Név | Uralkodása                               | Megjegyzések        |
| --- | ---------------------------------------- | ------------------- |
| I. Fülöp (*1479. november 6.)                                                                                     | őrgr.: 1515, †1533. szeptember 17.       | I. Kristóf fia.     |
| Ernő (*1482. október 7.)                                                                                          | őrgr.: 1533, †1553. február 6.           | I. Kristóf fia.     |
| IV. Bernard (*1517)                                                                                               | őrgr.: 1552, †1553. január 20.           | Ernő fia.           |
| II. Károly (*1529. július 24.)                                                                                    | őrgr.: 1553, †1577. március 23.          | IV. Bernard öccse.  |
| Anna (*1540. november 12.)                                                                                        | őrgr.: 1577–1584, †1586. március 30.     |                     |
| Ernő Frigyes (*1560. október 17.)                                                                                 | őrgr.: 1584, †1604. április 14.          | II. Károly fia.     |
| III. Jakab (*1562. május 26.)                                                                                     | őrgr.: 1584, †1590. augusztus 17.        | II. Ernő bátyja.    |
| György Frigyes (*1573. január 30.)                                                                                | őrgr.: 1584–1622, †1638. szeptember 24.  | III. Jakab öccse.   |
| V. Frigyes (*1594. július 6.)                                                                                     | őrgr.: 1622, †1659. szeptember 8.        | II. György fia.     |
| VI. Frigyes (*1617. november 16.)                                                                                 | őrgr.: 1659, †1677. január 31.           | V. Frigyes fia.     |
| Frigyes Magnus (*1647. szeptember 23.)                                                                            | őrgr.: 1677, †1709. június 25.           | VI. Frigyes fia.    |
| III. Károly Vilmos (*1679. január 17.)                                                                            | őrgr.: 1709, †1738. május 12.            | Frigyes Magnus fia. |
| Károly Ágost (*1712. november 14.)                                                                                | régens: 1738–1746, †1786. szeptember 30. |                     |
| Károly Frigyes (*1728. november 22.)                                                                              | őrgr.: 1746–1771, ld. alább              | III. Károly unokája |
| Károly Frigyes 1771-ben megörökli Baden-Badent és egyesíti a badeni területeket, létrehozva a Badeni Őrgrófságot. |                                          |                     |

## A harmadik egységes Baden (1771–1918)
| Név                                           | Uralkodása                                 | Megjegyzések                                                  |
| --------------------------------------------- | ------------------------------------------ | ------------------------------------------------------------- |
| Károly Frigyes (2x)                           | őrgr.: 1771, †1811. június 10.             | 1803-tól választófejedelem, 1806-tól nagyherceg.              |
| Károly (*1786. június 8.)                     | nagyherceg: 1811, †1818. december 8.       | Károly Frigyes unokája.                                       |
| I. Lajos (*1763. február 9.)                  | nagyherceg: 1818, †1830. március 30.       | Károly Frigyes fia.                                           |
| Lipót (*1790. augusztus 29.)                  | nagyherceg: 1830, †1852. április 24.       | Károly Frigyes fia.                                           |
| II. Lajos (*1824. augusztus 15.)              | nagyherceg: 1852–1856, †1858. január 22.   | Lipót fia. Uralkodásra képtelen, ezért megfosztják a tróntól. |
| I. Frigyes (*1826. szeptember 9.)             | nagyherceg: 1856, †1907. szeptember 28.    | II. Lajos öccse.                                              |
| II. Frigyes (*1857. július 9.)                | nagyherceg: 1907–1918, †1928. augusztus 9. | I. Frigyes fia.                                               |
| 1918-ban kikiáltották a badeni köztársaságot. |                                            |                                                               |